# Nikola Kalabić
Nikola Kalabić (em sérvio:  Никола Калабић; 20 de dezembro de 1906 - 19 de janeiro de 1946) foi um agrimensor sérvio-iugoslavo e comandante Chetnik durante a Segunda Guerra Mundial. 

## Biografia
Seu pai era Milan e sua mãe Joka, ele nasceu em Podnovlje (município de Doboj) na atual Bósnia e Herzegovina. Ele tinha uma irmã chamada Angelina (1912–1999).
O pai de Nikola separou-se de Joka após a Primeira Guerra Mundial e casou-se três vezes. Nikola morou inicialmente com seu pai, então frequentou a escola em lugares onde seu pai serviu no exército sérvio. Ele finalmente terminou seis séries do ginásio antes de se tornar estudante de geodésia em Belgrado. Durante seus estudos, ele conheceu Borka (um ano mais novo que ele), que nasceu em Rajkovići, perto de Valjevo, na atual Sérvia, em uma família de antigos apoiadores do Partido Radical Popular e de Nikola Pašić. Borka e Nikola se casaram em 1929 e em 3 de agosto de 1930 tiveram os gêmeos Mirjana e Milan. O primeiro serviço religioso foi em Belgrado. Em seguida, mudaram-se para Aranđelovac e finalmente voltaram para Valjevo (onde hoje estão Kalabićs). Nikola Kalabić (até o início da Segunda Guerra Mundial) trabalhou na gestão do registro predial em Valjevo.

## Segunda Guerra Mundial
Durante a Segunda Guerra Mundial, Nikola Kalabić foi comandante da formação de Draža Mihailović chamada Corpo de Guarda da Montanha (em sérvio:  Корпус горске гарде).  Em 26 de novembro de 1943, juntamente com o Inspetor Geral das Tropas Chetnik, Coronel Simić, ele concluiu um acordo formal de colaboração (em alemão:  Waffenruhe-Verträge) com o representante do Comandante Militar Alemão no Sudeste da Europa, General der Infanterie Hans Felber. 

Na noite de 25 de dezembro de 1943, os Chetniks sob o comando de Nikola Kalabić mataram um grande número de civis na aldeia de Kopljare, perto de Aranđelovac. Dos 22 mortos, 19 eram ciganos. Numa carta a Draža Mihailović, Kalabić escreveu: 
Em Kopljere apanhámos enquanto dormiam e massacramos 24 comunistas ativos, dos quais 20 eram ciganos, que admitiram ser os chamados jarugaši, de dia fazem o trabalho doméstico, mas à noite em acção . Eu matei todos eles. 
Não há provas de que alguma das vítimas estivesse envolvida com o KPJ ou em qualquer luta armada. A fonte do Ministério do Interior do Governo de Salvação Nacional da Sérvia tem uma descrição mais precisa do massacre, pois menciona o assassinato de 22 civis, 19 ciganos, dos quais 15 homens e 4 mulheres. Menciona também que os chetniks queimaram todas as casas ciganas, bem como casas de dois camponeses cujos familiares eram membros de guerrilheiros.  O Corpo da Guarda da Montanha sob o comando de Kalabić cometeu atos semelhantes de terror contra a população pró-partidária na Sérvia central, incluindo o massacre em Drugovac, o maior massacre de Chetnik em qualquer aldeia sérvia. 

### Captura e suposta colaboração com o OZNA
Perto do fim da guerra, Kalabić e muitos outros Chetniks tentaram esconder-se nas zonas rurais do país, aguardando uma tentativa de derrubar o novo governo. A OZNA tinha um plano para capturar ex-membros do movimento Chetnik e outras organizações militares fora da Iugoslávia. Lá, agentes da OZNA infiltraram-se na rede de apoio de Kalabić e prenderam-no numa operação secreta em 5 de dezembro de 1945.
Depois de alguns dias, Kalabić concordou em colaborar com o OZNA nos seus esforços para localizar e prender Draža Mihailović, em troca de imunidade de processo. Esta afirmação, no entanto, foi questionada por familiares de Kalabić, alegando que ele não traiu Mihailović. Kalabić foi então executado por partidários iugoslavos, embora esta afirmação também tenha sido questionada. 

## Tentativas de reabilitação
Kalabić foi reabilitado pelo Tribunal Superior de Valjevo em maio de 2017.  Esta decisão, no entanto, foi anulada por um tribunal de apelação em Belgrado em maio de 2018.  Em 7 de agosto de 2022, foi oficialmente reabilitado pelo Tribunal Superior de Valjevo. 